# Pycnonotus tricolor
Pycnonotus tricolor (бюльбюль триколірний) — вид горобцеподібних птахів родини бюльбюлевих (Pycnonotidae). Мешкає в Центральній, Східній і Південній Африці.

## Опис

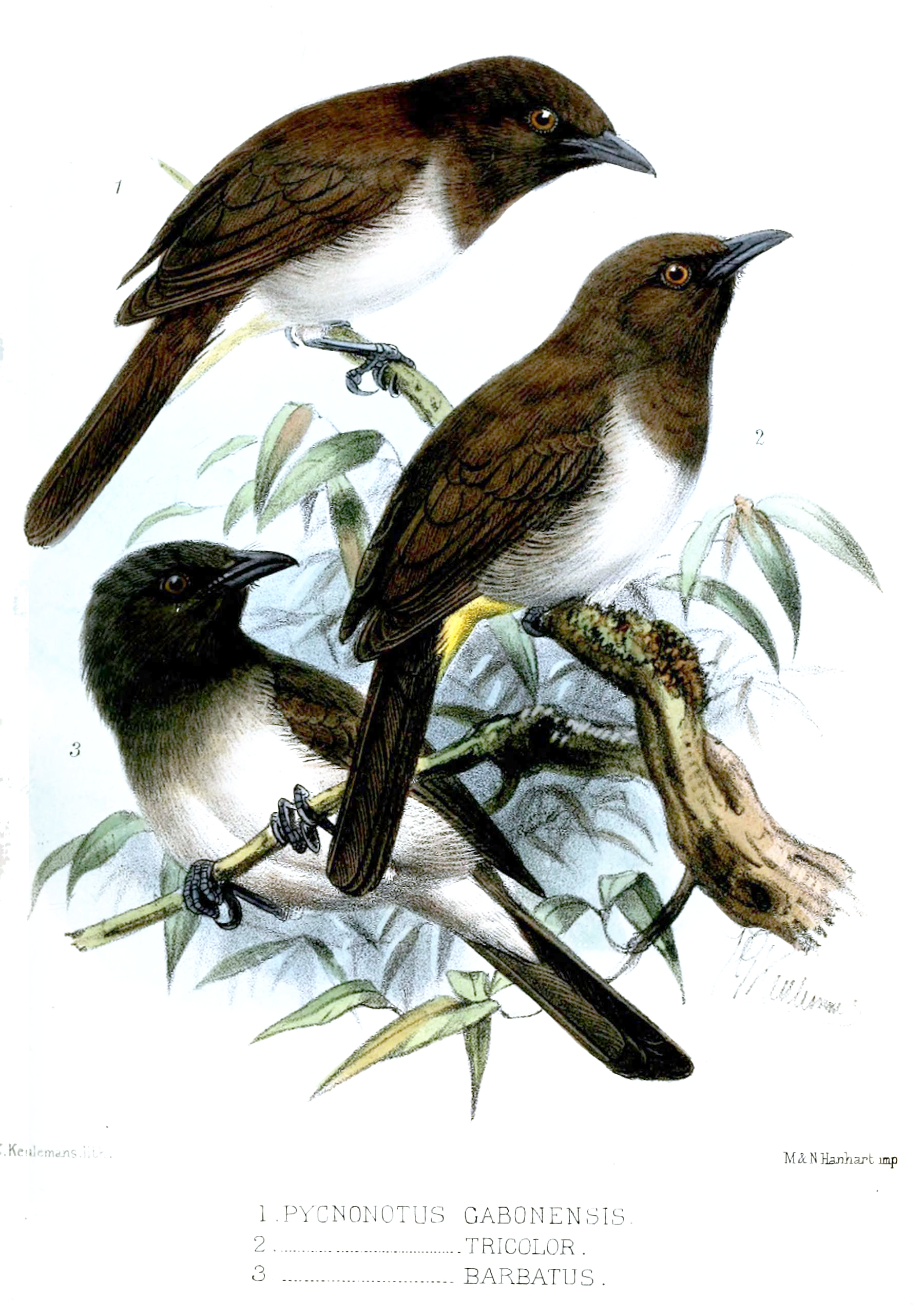
Триколірний бюльбюль (2)

Довжина птаха становить 18 см. Виду не притаманний статевий диморфізм. Забарвлення переважно сірувато-коричневе, нижня частина тіла білувата, голова темна-коричнева, на голові невеликий чуб. Гузка білувата (у представників підвиду P. t. tricolor жовтувата). Хвіст відносно довгий, дзьоб короткий і тонкий, злегка вигнутий. Очі темно-карі, дзьоб і лапи чорні. Навколо очей темна пляма, не завжди помітна.

## Підвиди
Виділяють три підвиди:
- P. t. spurius Reichenow, 1905 — південна Ефіопія;
- P. t. layardi Gurney Sr, 1879 — від південно-східної Кенії до східної і південної Замбії, північно-східної Ботсвани і Південно-Африканської Республіки;
- P. t. tricolor (Hartlaub, 1862) — від східного Камеруну до ДР Конго, Південного Судану, західної і центральної Кенії, Анголи, північно-західної Ботсвани, північної і західної Замбії.

## Поширення і екологія
Триколірні бюльбюлі поширені в Центральній, Східній і Південній Африці. Триколірні бюльбюлі живуть в різноманітних природних середовищах, зокрема в лісах, на узліссях, в чагарникових і прибережних заростях, на полях і плантаціях, в саванах і напівпустелях, парках і садах.